# Organization Commune Benin-Niger des Chemins de Fer et des Transports

Rete ferroviaria del Benin

La Organization Commune Benin-Niger des Chemins de Fer et des Transports, nota anche come OCBN è una organizzazione governativa con sede a Cotonou (Benin) preposta alla sovrintendenza e alla gestione delle reti ferroviarie del Benin e ad alcuni servizi di trasporto in Niger.
La OCBN opera su tre tratte principali:
- Cotonou-Pahou-Parakou, una tratta a singolo binario lunga 438 km che taglia il Benin dapprima lungo la costa sud, poi verso nord per circa metà la sua lunghezza
- Cotonou-Pobè, a singolo binario, lunga 107 km nel sud del paese, che arriva nei pressi del confine nigeriano. La linea necessita urgentemente di riparazioni e rimodernamento, ma i fondi non sono sufficienti. A poca distanza da Pobe si trova un complesso per la produzione di cemento in grado di produrre 500 000 tonnellate/anno di prodotto finito: è in corso di valutazione l'allungamento della linea fino al complesso, e la costruzione di una seconda linea verso Ilaro, in Nigeria
- Pahou-Ségboroué, lunga 33 km nel sud-ovest del Benin

Le tratte coprono in totale 578 km, tutte a scartamento metrico (1000 mm).
La Organization Commune Benin-Niger des Chemins de Fer et des Transports gestisce inoltre da Parakou un servizio di camion che svolgono il traffico merci fino a Niamey, la capitale del Niger, ad oltre 650 km di distanza. Questa tratta assorbe tre quarti della domanda di trasporto verso l'estero dell'intero Niger.
L'azienda è a finanziamento statale, versato dalle due nazioni: nel 1989 e 1990 il governo del Benin controllato dal gruppo marxista-democratico di Mathieu Kérékou non ha erogato la parte di finanziamenti dovuti, portando la compagnia a rischiare la bancarotta. Le elezioni del 1991 portarono al potere Nicéphore Soglo, che grazie ad un finanziamento di 8,6 milioni di dollari da parte del CCCE (il fondo francese per la cooperazione internazionale) ricominciò a investire nella manutenzione della linea Cotonou-Parakou.
La carenza di finanziamenti sotto il governo di Kérékou ha rallentato l'estensione della linea ferroviaria fino a Niamey, in sostituzione del servizio di trasporto su gomma: nel 1976 un accordo internazionale ha deciso la costruzione della tratta e i lavori sono cominciati nel 1978. Il finanziamento irregolare e l'assenza di partner esterni ha però impedito ed infine fermato la costruzione.
Nel 1989 la Francia ha erogato un prestito di 7,3 milioni di dollari per la manutenzione e il rinnovo di 145 km di linea presso Parakou, costruita in modo inadeguato e priva di pietrisco. Nel 1994 è stato raggiunto un accordo con la British Steel per la fornitura di rotaie di buona qualità da usare per le operazioni di rinnovo.
I risultati operativi sono rappresentati da 600.000 passeggeri/anno nel 1994, per un totale di 107 milioni di passeggeri-km e 250 milioni di tonnellate-km.
Il servizio è assicurato da 8 locomotive Asthom BB500 e 12 Asthom BB600, entrambi veicoli diesel-elettrici. A queste si aggiungono sei trattori diesel, 31 carrozze e 296 carri merci.